# Хомов Микола Михайлович
Микола Михайлович Хомов (нар. 7 травня 1903, Холм — пом. 19 листопада 1973, Москва) — радянський графік, плакатист. Батько художника Данила Хомова.

## Біографія
Народився 7 травня 1903 року в місті Холмі (тепер Польща), в посаді Крилов. Навчався в Маріупольському художньо-промисловому училищі. Під час Громадянської війни в Росії служив в Червоній армії, воював у кавалерії. 1928 року закінчив Вищий художньо-технічний інститут у Москві. Працював в Центральному видавництві СРСР з виробництва кінореклами «Рекламфільм».
Брав участь у німецько-радянській війні. Будучи офіцером запасу (інтендант третього ранга) воював рядовим через втрату документів у військкоматі. Пройшов війну з півдня СРСР до Прибалтики і закінчив у Кенігсберзі.
Помер 19 листопада 1973 у Москві.

## Творчість
З 1926 року працював у галузі плаката. Створив понад 500 кіноплакатів. Серед них плакати до фільмів:
- «Натела» (1926);
- «Повернення Нейтана Беккера» (1932);
- «Таємниця Кара-Тау» (1932);
- «Щастя» (1935);
- «Острів скарбів» (1937);
- «Моє кохання» (1940);
- «Член уряду» (1940);
- «Суворов» (1941);
- «Хлопець із нашого міста» (1942);
- «Олександр Пархоменко» (1942);
- «Бойова кінозбірка № 10» (1942);
- «Неспокійне господарство» (1946);
- «Рим, відкрите місто» (1947);
- «Коник-Горбоконик» (1947);
- «Попелюшка» (1947);
- «Першокласниця» (1948);
- «Секретна місія» (1950);
- «Світло в Коорді» (1951);
- «Сільський лікар» (1951);
- «Незабутній 1919 рік» (1952);
- «Сріблястий пил» (1953);
- «Максимко» (1953);
- «Анна на шиї» (1954);
- «Полечко-поле» (1957);
- «На графських розвалинах» (1958);
- «Новий атракціон» (1958);
- «Спрага» (1959);
- «Пригоди Буратіно» (1960);
- «Серенада сонячної долини» (1960);
- «Лікар Айболить» (1961);
- «Рабіндранат Тагор» (1961);
- «Знову до зірок» (1961);
- «Великі і маленькі» (1963);
- «Начальник Чукотки» (1966);
- «Жінки» (1966);
- «Доживемо до понеділка» (1968).

Також автор плакатів:
- «Книга зміцнює соціалістичне будівництво. Виконаємо п'ятирічку не в 5, а в 4 роки» (1930);
- «Шпинат пюре — багатий вітамінами високоживильний продукт для приготування зелених щів і других страв. Головконсерв» (1950)[2].

Плакати художника зберігаються в Москві, в Російській державній бібліотеці.

## Відзнаки
- Нагороджений орденом Червоної Зірки (16 червня 1945), двома медалями «За бойові заслуги» (25 квітня 1944; 19 жовтня 1944)[3].
- Заслужений художник РРФСР з 1964 року[1].